# Borges (Familienname)
Borges ist ein portugiesischer und spanischer Familienname.

## Namensträger
- Alexis Borges (* 1991), portugiesischer Handballspieler
- Aloysio Borges (1917–1996), brasilianischer Moderner Fünfkämpfer
- Ana Borges (* 1990), portugiesische Fußballspielerin
- Ana Inés Larre Borges (* 1956), uruguayische Literaturkritikerin, Übersetzerin und Herausgeberin
- Aníbal Borges d’Almeida (1898–1959), portugiesischer Springreiter
- António Borges († 2013), portugiesischer Ökonom
- Ary Borges (* 1999), brasilianische Fußballspielerin
- Breno Vinícius Rodrigues Borges (* 1989), brasilianischer Fußballspieler, siehe Breno (Fußballspieler)
- Carlos Borges (1932–2014), uruguayischer Fußballspieler
- Carlos Alberto Borges (* 1960), brasilianischer Fußballspieler
- Carol Borgesa-Mendelblatt (* 1979), brasilianische Seglerin
- Caspar Heinrich Borges (1826–1890), katholischer Bischof von Detroit
- Celso Borges (* 1988), costa-ricanischer Fußballspieler
- César Octavio Borges, Fußballspielerfür die Turks & Caicos-Inseln
- Christina Eberl-Borges (* 1962), deutsche Rechtswissenschaftlerin und Hochschullehrerin
- Cristóvão Borges (* 1959), brasilianischer Fußballspieler und -trainer
- Dagoberto Borges (* 1940), kubanischer Fechter
- Daniel Borges Altez, uruguayischer Fußballspieler
- Desmin Borges (* 1984), US-amerikanischer Schauspieler
- Didier Borges, uruguayischer Fußballspieler
- Diney Borges (* 1995), kapverdischer Fußballspieler
- Edgar Borges (* 1969), uruguayischer Fußballspieler
- Einar Borges (1900–1984), dänischer Ringer
- Emerson Ramos Borges (* 1980), brasilianisch-italienischer Fußballspieler
- Eric Borges (* 1962), brasilianischer Wasserballspieler
- Felipe Borges (* 1985), brasilianischer Handballspieler
- Fernanda Borges (* 1969), osttimoresische Politikerin
- Friedrich Borges (1909–1975), deutscher Politiker (SPD), Mitglied des Abgeordnetenhauses von Berlin
- Georg Borges (* 1964), deutscher Rechtswissenschaftler
- Graciela Borges (* 1941), argentinische Filmschauspielerin
- Gustavo Borges (* 1972), brasilianischer Schwimmer
- Gustavo Borges (Comiczeichner), brasilianischer Comiczeichner
- Harald Borges (* 1958), deutscher Autor
- Heitor Augusto Borges (1884–1948), brasilianischer Generalmajor
- Henry Borges (* 1983), uruguayischer Judoka
- Hernâni Borges (* 1981), kapverdischer Fußballspieler
- Humberlito Borges (* 1980), brasilianischer Fußballspieler
- Humberlito Borges Teixeira (* 1980; Borges), brasilianischer Fußballspieler
- James Borges (* 1988), luxemburgischer Popsänger
- Johannes Borges (1936–2020), deutscher Maler und Grafiker
- Jorge Luis Borges (1899–1986), argentinischer Schriftsteller
- Juan Borges (* 1966), kubanischer Schachspieler
- Julio Borges (* 1969), venezolanischer Politiker
- Kady Borges (* 1996), brasilianischer Fußballspieler
- Lázaro Borges (* 1986), kubanischer Stabhochspringer
- Lenny Borges (* 2001), deutscher Fußballspieler
- Léo Borges (* 2001), brasilianischer Fußballspieler
- Lino Borges (1932–2003), kubanischer Bolerosänger
- Lucas Borges (* 1980), argentinischer Rugby-Union-Spieler
- Lucas Silva Borges (* 1993), brasilianischer Fußballspieler, siehe Lucas Silva
- Luis Borges, brasilianischer Squashspieler
- Manfred Borges (1928–2022), deutscher Schauspieler
- Marcio Borges (* 1973), brasilianischer Fußballspieler
- Maria Borges (* 1992), angolanisches Model
- Maximiliano Borges (* 1984), uruguayischer Fußballspieler
- Micael Borges (* 1988), brasilianischer Schauspieler und Sänger
- Michel Borges (* 1991), brasilianischer Boxer
- Miguel Borges (* 1966), portugiesischer Schauspieler
- Mirtha Borges (1922–2015), venezolanische Schauspielerin
- Neto Borges (* 1996), brasilianischer Fußballspieler
- Neuza Borges (* 1941), brasilianische Schauspielerin
- Norah Borges (1901–1998), argentinische Kunstkritikerin und Künstlerin
- Nuno Borges (Fußballspieler) (* 1988), kapverdischer Fußballspieler
- Nuno Borges (* 1997), portugiesischer Tennisspieler
- Paulo Borges (* 1944), brasilianischer Fußballspieler
- Raúl Borges (1882–1967), venezolanischer Komponist und Gitarrist
- Renate Borges (* 1939), deutsche Skilangläuferin, siehe Renate Dannhauer
- Rômulo Borges Monteiro (* 1990), brasilianischer Fußballspieler, siehe Rômulo (Fußballspieler, 1990)
- Rowllin Borges (* 1992), indischer Fußballspieler
- Rui Borges Borges (* 1967), portugiesischer Schwimmer
- Rui Manuel Borges (* 1981), portugiesischer Fußballtrainer
- Sérgio Borges (1944–2011), portugiesischer Musiker
- Sérgio de Deus Borges (* 1966), brasilianischer Geistlicher, Bischof von Foz do Iguaçu
- Steven Pinto-Borges (* 1986), französischer Fußballspieler
- Sofia Borges (* 1970), osttimoresische Diplomatin
- Suzana Borges (* 1956), portugiesische Theater- und Filmschauspielerin
- Tabaré Borges (* 1922), uruguayischer Basketballspieler
- Ulises Borges, uruguayischer Fußballspieler
- Valter Borges (* 1988), kapverdischer Fußballspieler
- Victor Borges (* 1942), brasilianischer Wasserballspieler
- Wágner de Andrade Borges (* 1987), brasilianischer Fußballspieler
- Wolfgang Borges (1938–2014), deutscher Bergbaumuseumsleiter
- Yamil Borges (* 1958), puerto-ricanische Musicaldarstellerin, Sängerin und Schauspielerin
- Yvandro Borges Sanches (* 2004), luxemburgischer Fußballspieler